# Сава Попсавов
Сава Жеков Попсавов е български народен певец от Странджанския край.

## Биография
Роден е в село Сърмашик, Малкотърновско (днес Бръшлян). Много популярен става с изпълнението на редица странджански народни песни, но най-голяма слава му донася песента „Ясен месец веч изгрява“ – бунтовният марш на Преображенското въстание. За първи път мелодията на „Ясен месец“ е изпълнена по Радио София през 1953 г. именно от него.
Роден е в семейството на учителя Жеко Попсавов, а песните научава от майка си Стефка Градева, която знаела близо 500 народни мелодии. Учи в Бургаската мъжка гимназия и за кратко учителства в родния край до приемането му през 1947 г. в Музикалната академия в София със специалност оперно пеене. Въпреки че пее в състава на Музикалния театър „Стефан Македонски“ в София, в Бургаската опера, връзката му с народните песни не е прекъсната. Участва в редица концерти на сформираната група „Тракийска песен“ при Съюза на тракийските културно-просветни дружества в България.
През 1947 г. Сава Попсавов започва да си сътрудничи с редакция „Народна музика“ при БНР, където записва ярки странджански песни. Сред тях са патриотичната „Българе глава дигнале“, „Трендафилче, разговорче“ и др.
През 1957 г. Сава Попсавов се завръща в родния край и участва в проявите на бургаския Фолклорен ансамбъл „Атанас Манчев“ при читалище „Пробуда“, гостува в редица страни в Европа. Получава златен медал в народния събор на Агликина поляна известен като „Прослава на хайдутството“. Редовно пее в местните събори „Странджа пее“ и в тържествата на Петрова нива, свързани с паметта на героите от Преображенската епопея. С богатата си музикална култура той разви многостранна дейност като методист в музикалната самодейност, като солист в Тракийския фолклорен ансамбъл и групата „Странджанска песен“, целия си личен архив с всички фолклорни материали дарява на Държавен архив в Бургас. За кратко в началото на 70-те години Сава Попсавов е учител по пеене в Икономическия техникум в Бургас, където неговите възпитаници, предимно момичета прославят техникума си, като на манифестациите изпълняват предимно патриотични песни и стари военни маршове за победите на българската армия при Караагач и Чонгура.
През 1971 г. е удостоен с орден „Кирил и Методий“ – втора степен.
Пенсионира се в Бургаската опера.

## Дискография

### Малки плочи
- Сава Попсавов – ВНМ 6265
- Сава Попсавов – ВНМ 6399

### Дългосвирещи плочи
- Петкана Захариева / Сава Попсавов – ВНА 10219